# Sander Coopman
Sander Coopman (Wielsbeke, 12 de marzo de 1995) es un futbolista belga que juega de centrocampista en el S. K. Beveren de la Segunda División de Bélgica.

## Trayectoria
Coopman comenzó su carrera deportiva en el Club Brujas, con el que debutó como profesional el 11 de diciembre de 2014, en un partido de la Liga Europa de la UEFA frente al HJK Helsinki.
Entre 2016 y 2018 estuvo cedido en el SV Zulte Waregem, con el que levantó la Copa de Bélgica en 2017.
En 2018 dejó el Brujas para jugar en el K. V. Oostende, que a su vez dejó un año después, cuando fichó por el Royal Antwerp, logrando ganar la Copa de Bélgica en su primera temporada.

## Selección nacional
Coopman fue internacional sub-19 con la selección de fútbol de Bélgica.

## Clubes
| Club                      | País    | Año       |
| ------------------------- | ------- | --------- |
| Club Brujas               | Bélgica | 2013-2018 |
| SV Zulte Waregem (cedido) | Bélgica | 2016-2018 |
| K. V. Oostende            | Bélgica | 2018-2019 |
| Royal Antwerp F. C.       | Bélgica | 2019-2022 |
| S. K. Beveren             | Bélgica | 2022-     |

## Palmarés

### Títulos nacionales
| Título                      | Club                | País    | Año  |
| --------------------------- | ------------------- | ------- | ---- |
| Copa de Bélgica             | Club Brujas         | Bélgica | 2015 |
| Primera División de Bélgica | Club Brujas         | Bélgica | 2016 |
| Copa de Bélgica             | SV Zulte Waregem    | Bélgica | 2017 |
| Copa de Bélgica             | Royal Antwerp F. C. | Bélgica | 2020 |